# Mame Thiam
Mame Baba Thiam (ur. 9 października 1992 w Nguidile) – senegalski piłkarz grający na pozycji napastnika. Od 2021 jest zawodnikiem klubu Kayserispor.

## Kariera klubowa
Swoją karierę piłkarską Thiam rozpoczynał we Włoszech w juniorach takich klubów jak: Real San Marco (2007-2008), Treviso (2008-2009), US Sassuolo Calcio (2009-2010) i Inter Mediolan (2010-2011). W 2011 roku został wypożyczony z Interu do US Avellino 1912 i 25 września 2011 zadebiutował w jego barwach w Serie C1 w wygranym 1:0 wyjazdowym meczu z Viareggio Calcio. Zawodnikiem Avellino był przez rok.
W 2012 roku Thiama wypożyczono z Interu do FC Südtirol grającego w Serie C1. Swój debiut w nim zaliczył 2 września 2012 w zremisowanym 1:1 wyjazdowym meczu z UC AlbinoLeffe i w debiucie strzelił gola. W FC Südtirol spędził rok.
Latem 2013 Thiam został zawodnikiem występującego w Serie B, Virtus Lanciano. Swój debiut w nim zanotował 24 września 2013 w zwycięskim 1:0 wyjazdowym spotkaniu z SS Juve Stabia i strzelił w nim gola. W Virtus Lanciano grał przez dwa lata.
W lipcu 2015 Thiam przeszedł za 1,5 miliona euro do Juventusu. Niedługo potem został na sezon 2015/2016 wypożyczony do belgijskiego SV Zulte Waregem, w którym zadebiutował 2 sierpnia 2015 w przegranym 1:2 wyjazdowym meczu ze Standardem Liège. W debiucie strzelił gola.
Latem 2016 Thiam trafił na wypożyczenie do PAOK FC. Swój jedyny mecz w tym klubie rozegrał 25 września 2016 przeciwko AO Ksanti. PAOK zremisował wówczas u siebie 0:0. Wraz z PAOK zdobył Puchar Grecji.
W styczniu 2017 Thiama wypożyczono do Empoli FC. Swój debiut w nim zaliczył 22 stycznia 2017 w zwycięskim 1:0 domowym meczu z Udinese Calcio. W Empoli spędził pół roku.
We wrześniu 2017 Thiam rozwiązał kontrakt z Juventusem, a w lutym 2018 podpisał kontrakt z irańskim Esteghlalem Teheran. Zadebiutował w nim 8 lutego 2018 w zwycięskim 3:0 domowym meczu z Sepidroodem Raszt. W Esteghlalu grał przez pół roku. Z Esteghlalem zdobył Puchar Iranu.
W sierpniu 2018 Thiam przeszedł za 300 tysięcy euro do emirackiego Ajman Club. Swój debiut w nim zaliczył 30 sierpnia 2018 w wygranym 1:0 wyjazdowym meczu z Al-Nasr Dubaj. W debiucie zdobył bramkę. W Ajman Club spędził rok.
W lipcu 2019 Thiam został zawodnikiem tureckiego klubu Kasımpaşa SK. Zadebiutował w nim 18 sierpnia 2019 w zremisowanym 1:1 domowym meczu z Trabzonsporem. W Kasımpaşa grał przez sezon.
W sierpniu 2020 Thiam przeszedł do Fenerbahçe. Swój debiut w nim zanotował 11 września 2020 w zwycięskim 2:1 wyjazdowym spotkaniu z Çaykurem Rizespor. Zawodnikiem Fenerbahçe był przez rok.
25 sierpnia 2021 Thiam został piłkarzem Kayserisporu, który zapłacił za niego 1,5 miliona euro. Zadebiutował w nim 28 sierpnia 2021 w wygranym 1:0 wyjazdowym meczu z İstanbul Başakşehir. Strzelił w nim zwycięskiego gola.
| Sezon   | Klub              | Kraj                         | Rozgrywki          | Mecze | Gole |
| ------- | ----------------- | ---------------------------- | ------------------ | ----- | ---- |
| 2011/12 | US Avellino 1912  | Włochy                       | Serie C1           | 26    | 4    |
| 2012/13 | FC Südtirol       | Włochy                       | Serie C1           | 27    | 6    |
| 2013/14 | Virtus Lanciano   | Włochy                       | Serie B            | 22    | 3    |
| 2014/15 | Virtus Lanciano   | Włochy                       | Serie B            | 34    | 8    |
| 2015/16 | SV Zulte Waregem  | Belgia                       | Eerste klasse A    | 28    | 9    |
| 2016/17 | PAOK FC           | Grecja                       | Superleague Ellada | 1     | 0    |
| 2016/17 | Empoli FC         | Włochy                       | Serie A            | 15    | 1    |
| 2017/18 | Esteghlal Teheran | Iran                         | Iran Pro League    | 6     | 4    |
| 2018/19 | Ajman Club        | Zjednoczone Emiraty Arabskie | UAE League         | 26    | 13   |
| 2019/20 | Kasımpaşa SK      | Turcja                       | Süper Lig          | 25    | 11   |
| 2020/21 | Fenerbahçe        | Turcja                       | Süper Lig          | 30    | 6    |

## Kariera reprezentacyjna
W reprezentacji Senegalu Thiam zadebiutował 9 października 2020 w przegranym 1:3 towarzyskim meczu z Marokiem, rozegranym w Rabacie. W 2022 roku został powołany do kadry na Puchar Narodów Afryki 2021, który wygrał z Senegalem i na którym rozegrał jedno spotkanie, grupowe z Gwineą (0:0).